# Tipula dissociata
Tipula dissociata är en tvåvingeart. Tipula dissociata ingår i släktet Tipula och familjen storharkrankar.

## Underarter
Arten delas in i följande underarter:
- T. d. dissociata
- T. d. timenda